# Átkozottul veszett, sokkolóan gonosz és hitvány
Az Átkozottul veszett, sokkolóan gonosz és hitvány (eredeti cím: Extremely Wicked, Shockingly Evil and Vile) 2019-ben bemutatott amerikai életrajzi filmthriller, Ted Bundy sorozatgyilkos életéről. A filmet Joe Berlinger rendezte, Michael Werwie forgatókönyvéből. A főszerepben Zac Efron, Lily Collins, Kaya Scodelario, Haley Joel Osment, Jeffrey Donovan és John Malkovich látható.
Az Amerikai Egyesült Államokban 2019. január 26-án mutatta be a Netflix. Magyarországon május 23-án jelent meg szinkronizálva a Big Bang Media forgalmazásában. A film általánosságban vegyes véleményeket kapott a kritikusoktól, azonban Efron alakítását dicsérték.

## Cselekmény
1969-ben Ted Bundy okos, karizmatikus és kedves természetű fiatal joghallgató. Liz Kloepfer egyedülálló anya nem tud ellenállni a férfi sármjának és fülig beleszeret, miután egy seattle-i bárban megismerkednek. Ted összeköltözik Lizzel és annak lányával, Mollyval. Szerény életet szeretnének együtt élni. A családi idill azonban megromlik, amikor Tedet letartóztatják egy emberrablási üggyel kapcsolatban. A férfit ezután egy sor borzalmas gyilkossággal vádolják. Liz kénytelen elgondolkodni, vajon a férfi, akivel megosztja az életét, valójában pszichopata gyilkos lehet-e – különösen, hogy az arca furcsán hasonlít a gyanúsított fantomképére.

## Szereplők
| Szerep             | Színész           | Magyar hang        |
| ------------------ | ----------------- | ------------------ |
| Ted Bundy          | Zac Efron         | Molnár Áron        |
| Liz Kendall        | Lily Collins      | Törőcsik Franciska |
| Carole Ann Boone   | Kaya Scodelario   | Csuha Borbála      |
| John O'Connell     | Jeffrey Donovan   | Varga Gábor        |
| Joanna             | Angela Sarafyan   | Nemes Takách Kata  |
| David Yocom        | Dylan Baker       | Quintus Konrád     |
| Larry Simpson      | Jim Parsons       | Szabó Máté         |
| Edward Cowart      | John Malkovich    | Mertz Tibor        |
| Jerry Thompson     | Haley Joel Osment | Szalay Csongor     |
| Grace Victoria Cox | Carol DaRonch     | Mentes Júlia       |
| Mike Fisher        | Terry Kinney      | Harsányi Gábor     |